# Puževci
Puževci – wieś w Słowenii, w gminie Puconci. W 2018 roku liczyła 168 mieszkańców.